# Prodecatoma postmarginalis
Prodecatoma postmarginalis är en stekelart som beskrevs av Durgadas Mukerjee 1981. Prodecatoma postmarginalis ingår i släktet Prodecatoma och familjen kragglanssteklar. Inga underarter finns listade i Catalogue of Life.